# 정책금융
정책금융(政策金融)은 뚜렷한 목적을 정해 놓지 않고 무차별적으로 지원되는 일반자금대출과 달리 어떤 특정한 정책목적을 가지고 특정부문에 지원되는 대출이다. 정책금융에는 중소기업정책자금·무역금융·주택자금 등이 있다.
정책금융을 네 가지의 성격으로 분류하면 정부출연금, 정부보조금, 정부융자금, 정부보증금으로 나뉘며 유관기관으로는 중소벤처기업진흥공단·신용보증기금·지역신용보증재단 등이 있다.